# 陈文雄
陈文雄（法語：Buon Tan，1967年3月10日—），男，广东普宁人，法籍华裔政治人物。2017年当选国民议会议员。

## 生平
1967年生于柬埔寨金边的华人社区。他的父亲陈顺源是一名茶商。1975年，迫于紅色高棉领导人强制将柬埔寨首都居民疏散至乡下，陈顺源带着家人流亡法国，后创办嘉华公司，从事茶叶贸易。陈文雄在巴黎第一大学获得硕士文凭后，帮助父亲拓展家族企业，进驻法国大型商场。到了1990年代，他已经是法国潮州同乡会副会长、法国嘉华进口公司总经理。
2008年3月16日，他以无党派身份加盟社会党团队，成功当选巴黎十三区议会议员兼副区长。2013年，他被委任为巴黎市长对外关系特别顾问。2014年4月，他以无党派身份参加社会党团队竞选，成功获得连胜，并当选为巴黎市议员，成为巴黎市议会历史上的首位华裔议员。2015年，他出任法国亚裔高等理事会主席。
2017年6月，他在巴黎第九选区成功当选国民议会议员，成为法国本土首位华裔国民议会议员。同年10月，当选国民议会中法友好小组主席。他曾多次陪同法国总统埃马纽埃尔·马克龙访华。
2022年1月20日，法國國會通過一項譴責中國對維吾爾人實施種族滅絕的決議。唯一的反對票來自華裔議員陳文雄。。